# Mycetophila nublensis
Mycetophila nublensis är en tvåvingeart som beskrevs av Lane 1962. Mycetophila nublensis ingår i släktet Mycetophila och familjen svampmyggor. Inga underarter finns listade i Catalogue of Life.